# Myospila rufomarginata
Myospila rufomarginata este o specie de muște din genul Myospila, familia Muscidae. A fost descrisă pentru prima dată de Malloch în anul 1925. Conform Catalogue of Life specia Myospila rufomarginata nu are subspecii cunoscute.